# جوزو بركيتش
جوزو بركيتش مواليد 16 ديسمبر 1986 في موستار، جمهورية يوغوسلافيا الاشتراكية الاتحادية، هو لاعب كرة سلة كرواتي. بدأ مسيرته الاحترافية في سنة 2004. يلعب في الدوري الكرواتي لكرة السلة الدرجة الأولى كلاعب وسط. يبلغ طوله 6 قدم 11 بوصة (2.1 م). لعب مع نادي زادار لكرة السلة.